# Operation Lilliput
1942

Rabaul –
1. Salamaua-Lae –
Operation N –
Operation MO –
Korallenmeer –
Buna-Gona –
Kokoda Track –
Milne-Bucht –
Goodenough –
Buna-Gona-Sanananda –
Operation Lilliput 
1943

Wau –
Bismarcksee –
I –
2. Salamaua-Lae –
Chronicle –
Finisterre –
Cartwheel –
Bougainville –
Huon –
Neubritannien –
Bombardierung von Rabaul 
1944–1945

Admiralitätsinseln –
Emirau –
Take Ichi Konvoi –
Reckless –
Persecution –
Wakde-Sarmi –
Biak –
Noemfoor –
Driniumor –
Sansapor –
Morotai –
Aitape–Wewak
Die Operation Lilliput war ein alliierter Konvoieinsatz zur Unterstützung der australischen und US-amerikanischen Eroberung des Gebiets zwischen Buna und Gona an der Nordostküste des vom Kaiserreich Japan besetzten Territorium Papua während des Pazifikkriegs im Zweiten Weltkrieg. Die Operation wurde vom Hauptquartier des Southwest Pacific Area geleitet.
In den sechs Monaten ab Dezember 1942 konnten mit den Konvois, die hauptsächlich von Korvetten begleitet wurden, 3.802 Soldaten und rund 60.000 Tonnen Nachschub an Vorräten, Waffen und Munition angelandet werden. Die Verluste während japanischer Luftangriffe beliefen sich auf zwei versenkte und zwei schwer beschädigte Handelsschiffe. Einige der Korvetten erlitten ebenfalls Schäden und Verluste.

## Vorgeschichte
Die Alliierten hatten ursprünglich geplant, Port Moresby mit der Operation Providence zu schützen. Dazu sollte zwischen dem 13. und 22. Juli 1942 eine Landung bei Buna und Gona durchgeführt und ein Brückenkopf etabliert werden um einer japanischen Landung an dieser Stelle zuvor zu kommen. Die Ankunft japanischer Streitkräfte am 21./22. Juli verhinderte jedoch das Vorhaben (→ Operation RI). Dies ebnete den Weg für die Kokoda-Track-Kampagne, die auf japanischer Seite von Generalmajor Horii Tomitarōs Südseeabteilung der 17. Armee von Generalleutnant Hyakutake Seikichi angeführt wurde, die eine Reihe von Infanteriegruppen von Regimentsgröße mit unterstützenden Elementen umfasste.
Vom 25. August bis zum 5. September gelang es den Alliierten die Milne-Bucht südlich des japanischen Landungskopfes einzunehmen und dort einen Stützpunkt zu errichten (→ Schlacht um die Milne-Bucht). Die alliierten Hauptstützpunkte in Port Moresby und der nun eroberten Milne-Bucht, von denen aus die Operation gegen Buna, Gona und Sanananda mit Nachschub versorgt werden müssten, waren für schnelle Versorgungsfahrten zu weit entfernt. Der einzig mögliche Hafen lag in der Oro-Bucht, die 24 Kilometer südöstlich von Buna und 340 Kilometer von der Milne-Bucht entfernt liegt. Das Problem dort lag in der tückischen Natur der Anfahrt zwischen der Milne-Bucht und Kap Nelson sowie der endgültigen Durchfahrt durch einen Kanal mit einer Breite von nur 800 bis 1200 m mit einer Tiefe von 11 bis 15 Meter. Der Ankerplatz des Hafens war ebenfalls klein und konnte nur etwa sechs bis acht kleine Schiffe gleichzeitig aufnehmen. Um den Hafen mit dem Flughafen zu verbinden, der in Dobodura gebaut werden sollte, mussten die Alliierten eine 116 Kilometer lange Straße bauen. Jeeps, mit denen die Dschungelpfade befahren werden konnten, boten eine vorläufige Transportmöglichkeit.

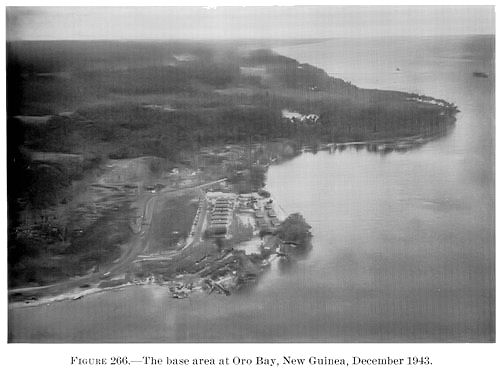
Der Hafen in der Oro-Bucht (1943)

Für die Nachschubkonvois war die KPM-Flotte von wesentlicher Bedeutung für die kämpfende Streitmacht. Nahezu alle Truppen, Waffen und Vorräte wurden von niederländischen Schiffen befördert.
Als die Route Ende 1942 eröffnet wurde, war nur der Südostteil Neuguineas bis nach Sanananda an der Nordküste, das Gebiet der Bulolo-Goldfelder im Westen Papuas und die Südküste bis nach Merauke im Westen in alliierten Händen. Die Japaner kontrollierten die Salomonensee, über die ihre Hauptverbindung von Neubritannien zur Nordostküste Neuguineas über Lae und Madang nach Wewak führte. Im Westteil Neuguineas hatten sie während des gesamten Jahres 1942 nach und nach Stützpunkte auf den östlichen Inseln des indonesischen Archipels und in Niederländisch-Neuguinea aufgebaut, die sie nun verstärkten.

## Die Konvoifahrten
Mit dem Beginn der Lilliput-Operationen am 18. Dezember 1942, als die Lithgow die Milne-Bucht verließ und die Japara zur Oro-Bucht begleitete, wurde ein regelmäßiger Versorgungs- und Transportdienst zwischen den beiden Buchten eingerichtet. Zudem erfolgten noch sechs Fahrten im Januar und Februar von Port Moresby aus.

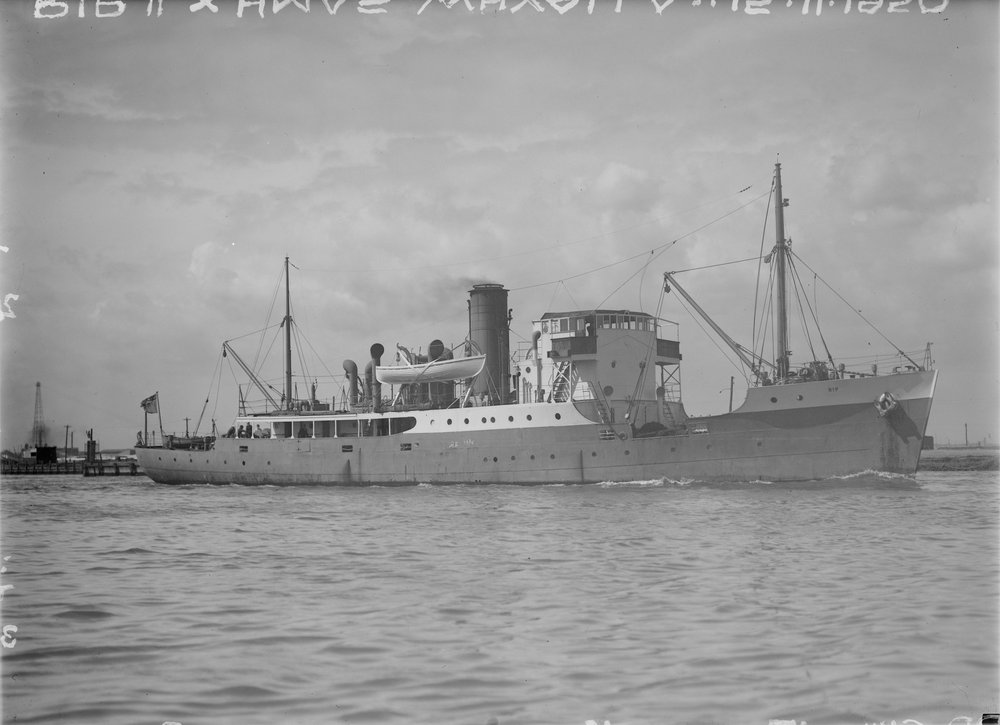
Die Whyalla

Ein großes Problem waren die japanischen Luftangriffe. Ein Beispiel für die Gefahr in der Region um Kap Nelson war ein Luftangriff am 2. Januar 1943. Die Whyalla lag im Hafen von MacLaren vor Anker und die Stella und Polaris befuhren den Hafeneingang für Vermessungsarbeiten. Genau zu diesem Zeitpunkt wurden sie von sechs Sturzkampfbombern in Begleitung von zwölf Jagdflugzeugen attackiert. Die Japaner konnten zwar keine direkten Treffer erzielen, aber die nahen Einschläge verursachten Splitterwunden bei zwei Besatzungsmitgliedern der Whyalla. An den Schiffen gab es nur geringe Schäden.
Zu diesem Zeitpunkt war die Operation Lilliput bereits in vollem Gange. Die Geleitschiffe waren Korvetten der Royal Australian Navy und fast ausschließlich mit Offizieren und Seeleuten der Reserve besetzt. Die Handelsschiffe waren fast ausnahmslos niederländisch. Erst in der letzten Operationsphase, im Juni 1943, fuhr das erste amerikanische Liberty-Schiff, die Key Pittman, in der Oro-Bucht ein.

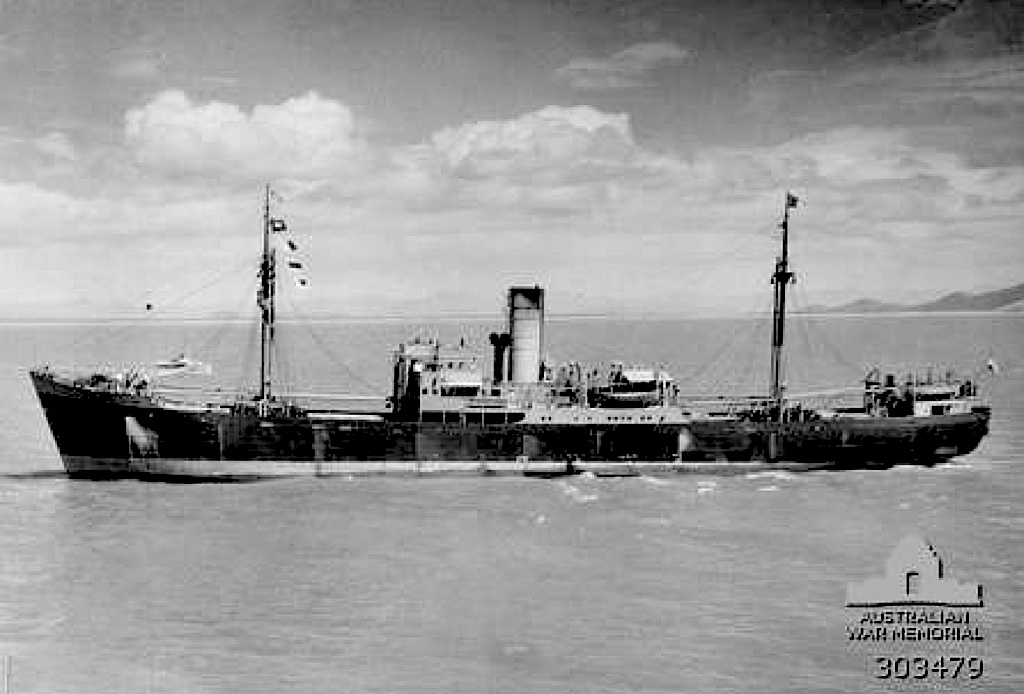
Die Karsik, ehemals die deutsche Soneck

Das erste größere Schiff, das Nachschub zur Oro-Bucht lieferte war die ehemalige Eisenbahnfähre Karsik in der Nacht vom 11. auf den 12. Dezember 1942. Sie wurde von der Lithgow begleitet und hatte vier leichte M3-Stuart-Panzer und Vorräte für sieben Tage geladen. Dieser Konvoi war erfolgreich und die Panzer spielten eine entscheidende Rolle bei den Kämpfen. Die Karsik kehrte dann zwei Tage später mit einer zweiten Ladung Panzer zurück und am 20. Dezember traf der erste „echte“ Liliput-Konvoi ein, als die Japara, wiederum eskortiert von der Lithgow, von der Milne-Bucht aus die Oro-Bucht erreichte.

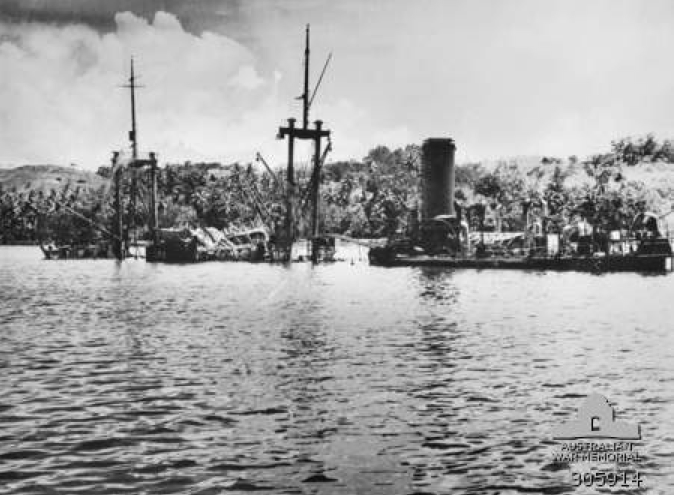
Das Wrack der Bantam am Eingang der Oro-Bucht

Doch die gefährlichen Operationen wurden in der Folge nicht ohne Verlust durchgeführt. Immer wieder waren die Schiffe auf der Fahrt und vor allem in der Oro-Bucht japanischen Bombenangriffen ausgesetzt. Am 8. März 1943 wurde die s'Jacob von Bombern vor der Oro-Bucht versenkt. Die Bantam fiel am 28. März einem ähnlichen Angriff zum Opfer und wurde auf Grund gesetzt, als sie kurz vor dem Untergang stand. Die Van Heemskirk wurde am 14. April in der Oro-Bucht ebenfalls von Flugzeugen versenkt, und mehrere andere Schiffe wurden durch Bomben schwer beschädigt. Der Verlust der Van Heemskirk führte zur einzigen Absage von insgesamt 40 Konvoifahrten während der Operation Lilliput.
Eine besondere Operation, die während Lilliput durchgeführt wurde, war die Operation Accountant. Zwischen dem 21. Februar und dem 4. März transportierten die Bontekoe, Karsik und Van Heemskirk unter Geleitschutz der Korvetten Ballarat, Bendigo, Echuca und Kapunda in fünf Konvoifahrten 3.200 Mann des amerikanischen 162. Regiments der 41. Division von Port Moresby zur Oro-Bucht.

## Beteiligte Schiffe

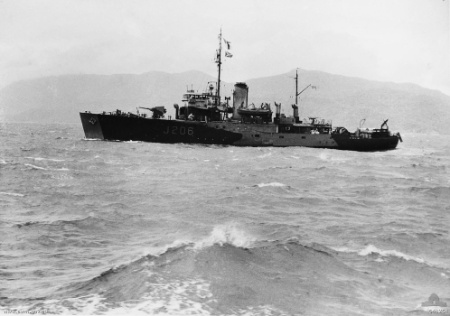
Die Korvette Lithgow in der Milne-Bucht (1943)

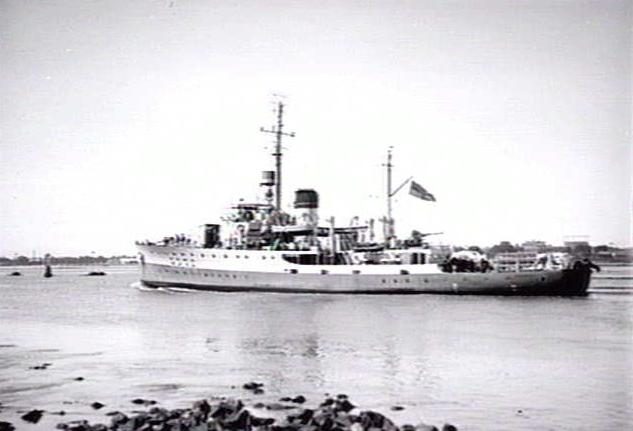
Die Korvette Ballarat

Korvetten der Royal Australian Navy (Bathurst-Klasse):
Ballarat, Bendigo, Bowen, Broome, Bunbury, Colac, Echuca, Glenelg, Gympie, Kapunda, Katoomba, Latrobe, Lithgow, Pirie, Wagga
US-Amerikanische U-Bootjäger:
SC746 und SC750
Handelsschiffe der Koninklijke Paketvaart Maatschappij (KPM):
Anhui, Balikpapan, Bantam, Bontekoe, Both, Hanyang, Janssens, Japara, Karsik, Key Pittman, Lorinna, Maatsuyker, Patras, Reijnst, ’s Jacob, Swartenhondt, Tasman, Thedens, Van den Bosch, Van Heutsz, Van Outhoorn, Van Spilbergen, Van Swoll, Yochow